# Shunsuke Iwanuma
Shunsuke Iwanuma (jap. 岩沼 俊介 Iwanuma Shunsuke; ur. 2 czerwca 1988) – japoński piłkarz występujący na pozycji pomocnika. Obecnie występuje w AC Nagano Parceiro.

## Kariera klubowa
Od 2007 roku występował w klubach Consadole Sapporo, Matsumoto Yamaga FC, Kyoto Sanga FC i AC Nagano Parceiro.